# Balad (Irak)
Balad (arab. بلد) – miasto w Iraku, w prowincji Salah ad-Din. W 2009 r. liczyło około 49 281 mieszkańców.